# Pentanlahti
Pentanlahti eller Pentanjärvi är en sjö i Finland. Den ligger i kommunen Idensalmi i landskapet Norra Savolax, i den centrala delen av landet, 400 km norr om huvudstaden Helsingfors. Pentanlahti ligger 93 meter över havet. I omgivningarna runt Pentanlahti växer i huvudsak blandskog. Den är 12,29 meter djup. Arean är 53,3 hektar och strandlinjen är 6,58 kilometer lång. Sjön  ingår i Vuoksens huvudavrinningsområde. 